# Cratere Bianchini (Marte)
Bianchini è un cratere da impatto sulla superficie di Marte.
È intitolato all'astronomo italiano Francesco Bianchini.